# Thierry Ruinart
Thierry Ruinart (Reims, 10 de junio de 1657 - Hautvillers, 27 de septiembre de 1709) fue un historiador eclesiástico francés, monje benedictino de San Mauro.

## Biografía
Maestro en artes a los 17 años, fue admitido como novicio en la abadía de Saint-Remi de Reims, perteneciente a la congregación de San Mauro de la orden de San Benito, profesó tres años después en la de Saint Faron de Meaux y estudió filosofía y teología en Saint Pierre de Corbie; en 1682 fue trasladado a la abadía de Saint-Germain-des-Prés de París, casa matriz de la congregación y centro cultural de primer orden donde por aquellas fechas florecían eruditos de la talla de Luc d'Achery, Jean Mabillon, Claude Martin o Edmond Martène.
Su primera y más apreciada obra, publicada en París en 1689, fue la recopilación de las Actas de los mártires, a la que siguieron la edición anotada y comentada de la "Historia de la persecución de los vándalos" de Victor de Vita, la de las obras completas de Gregorio de Tours, que incluía el cronicón de Fredegario, y una apología de San Mauro.
Discípulo y amigo de Mabillon, colaboró con este en la redacción del tomo VI de los Acta Sanctorum ordinis Sancti Benedicti, defendió su obra De re diplomatica contra las críticas de los jesuitas y tras su fallecimiento dejó escrita brevemente su biografía y se propuso continuar los anales benedictinos, pero durante un viaje hecho con tal propósito a Champagne murió en la abadía de Hautvillers a los 52 años de edad, dejando manuscritas varias obras más: una disquisición sobre el uso del palio arzobispal, una vida del papa Urbano II y un viaje literario por Alsacia y Lotaringia, que fueron publicadas tras su muerte por Vincent Thuillier junto con las obras póstumas de Mabillon.

## Obras
1. ↑  Acta primorum martyrum sincera et selecta (París, 1689), traducido al español en Las verdaderas actas de los Mártires (1776).
2. ↑  Historia persecutionis Vandalicae (1694).
3. ↑  Sancti Georgii Florentii Gregorii episcopi Turonensis opera omnia (1699).
4. ↑  Apologie de la mission de Saint-Maur (1702).
5. ↑  Ecclesia Parisiensis vindicata adversus R. P. Bartholomei Germon (1706).
6. ↑  Abrégé de la vie de J. Mabillon (1709).
7. ↑  Dissertatio historica de Pallio Archiepiscopali (1724).
8. ↑  Beati Urbani Papae II vita.
9. ↑  Iter itinerarium in Alsatiam & Lotharingiam.
10. ↑  Ouvrages posthumes de Mabillon et Ruinart, vol. I, vol. II y vol. III (1724).